# دنیس ون اوتن
دنیس ون اوتن (انگلیسی: Denise van Outen؛ زادهٔ ۲۷ مهٔ ۱۹۷۴) مدل، مجری تلویزیون، بازیگر، هنرمند رقص و خواننده اهل بریتانیا است. وی از سال ۱۹۸۶ میلادی تاکنون مشغول فعالیت بوده‌است.
از فیلم‌ها یا مجموعه‌های تلویزیونی که وی در آن‌ها نقش داشته‌است، می‌توان به زنان رها، ایست‌اندرز و همسایگان اشاره نمود.